# デヴォシア属
デヴォシア属（Devosia）は真正細菌のプロテオバクテリア門アルファプロテオバクテリア綱ヒフォミクロビウム目デヴォシア科の属の一つである。

## 概要
属名は、ベルギーの微生物学者ポール・デ・ヴォスに因み、彼のシュードモナス属細菌の分類学への貢献を称賛して命名された。この細菌のタイプ属のデヴォシア・リボフラビナ（Devosia riboflavina）は当初、シュードモナス属細菌だと認識されていた。
グラム陰性、且つ偏性好気性土壌細菌である。細胞は幅0.4～0.8μm且つ長さ2.0～8.0μmの桿状であり、複数の極鞭毛によって運動性を持つ。オキシダーゼ試験では陽性又は陰性であり、カタラーゼ試験では陽性である。
主要な呼吸キノンはQ-10又はQ-11である。脂肪酸プロファイルではC18:1 ω7cといった直鎖不飽和脂肪酸及び、ヒドロキシ又は分岐脂肪酸で構成される。GC含量は59.5–66.2mol%である。

## 種

### デヴォシア・リボフラビナ(Devosia riboflavina)
"riboflavina"は、ラテン語で「リボフラビンを酸化する」を意味する女性形容詞である。
0.4～0.8×2.0～8.0μmのグラム陰性、偏性好気性且つ非胞子形成性桿菌である。運動性細胞は複数の鞭毛を持つ。コロニーは円形であり、縁全体にわずかなうねりがあり、クリーム色である。オキシダーゼ、カタラーゼ、及びウレアーゼ陽性であり、リボフラビンをルミクロムに酸化させる能力を持つ。アミノ酸などの有機窒素化合物を生育に要求し、リボフラビンを唯一の炭素源とする培地では、グリシン、尿素、及びNH4Clを窒素源として有機化合物と置き換えることはできない。主要な呼吸キノンはQ-10である。主要な細胞脂肪酸は18:1(非極性酸)及び3-OH 24:1と3-OH 26:1（ヒドロキシ酸）である。2-OHヒドロキシ酸は存在しない。高速液体クロマトグラフィーによるGC含量は61.4mol%である。
タイプ株はIFO 13584(= ATCC 9526)である。この株の16S rRNA遺伝子配列のGenBank/EMBL/DDBJアクセッション番号はD49423である。

### デヴォシア・ネプチュニアエ(Devosia neptuniae)
"neptuniae"は、ラテン語で「Neptunia属」を意味する女性名詞である。この細菌のタイプ株は水生マメ科植物のNeptunia natansの根粒から発見された。
偏性好気性の短桿菌であり、亜極鞭毛によって運動性を持つ。カタラーゼやオキシダーゼ、ウレアーゼ、β-ガラクトシダーゼに陽性である。炭素源として、有機酸ではないいくつかの炭水化物を利用できる。主要な細胞脂肪酸はC18:0 3-OH、cis-7 C18:1 11-メチル、及びcis-7 C18:1である。デヴォシア・リボフラビナとは異なり、長鎖のC24:1 3-OHとC26:1 3-OHのヒドロキシ脂肪酸は検出されない。
タイプ株はLMG 21357T (CECT 5650T)である。この株の16S rRNA遺伝子配列のGenBank/EMBL/DDBJアクセッション番号はAF469072である。

### ‘CandidatusDevosia euplotis'
"euplotis"は、細胞内共生生物であるこの細菌が分離された宿主であるEuplotes magnicirratusの属名に由来する。細胞は幅約0.5μm×長さ2.5μmである。16S rRNAのオリゴヌクレオチド配列には特徴的な領域として5'-AAGTCGTCCTGGTATGTC-3'が存在する。この株の16S rRNA遺伝子配列のGenBank/EMBL/DDBJアクセッション番号はAJ548825である。

### デヴォシア・リミ(Devosia limi)
"limi"は、ラテン語で「スラッジ」を意味する名詞である。タイプ株はLMG 22951T(=DSM 17137T)である。この株の16S rRNA遺伝子配列のGenBank/EMBL/DDBJアクセッション番号はAJ786801である。

### デヴォシア・ソリ(Devosia soli)
"soli"は、ラテン語で「土壌」を意味する名詞である。この命名は、この細菌が土壌から発見されたことに由来する。
グラム陰性、偏性好気性、非胞子形成性、桿状（幅約0.4～0.6μm、長さ1.5～3.5μm）である。R2A寒天培地で2日間培養したコロニーは明るいベージュ色且つ縁が明瞭な円形である。最大5%の塩化ナトリウム濃度に耐性を持つ。生育条件は、温度10～37℃且つpH4～8の範囲である。カタラーゼ陽性及びオキシダーゼ陰性である。デンプン、カルボキシメチルセルロース、尿素を加水分解できるが、カゼイン、DNA、ゼラチン、チロシンは加水分解できない。主要な脂肪酸はC18:1 ω7c (67.2 %)、C16:0 (12.7 %)、11-methyl C18:1 ω7c (5.8 %)及びC18:0 3-OH (5.2 %)であり、主要なユビキノンはQ-10である。GC含量は59.5mol%である。16S rRNA遺伝子配列において最も近縁であるのはデヴォシア・リボフラビナ(Devosia riboflavina)である。GC含量は62.5mol%である。
タイプ株はGH2-10T(=KACC 11509T、=DSM 17780T)である。この株の16S rRNA遺伝子配列のGenBank/EMBL/DDBJアクセッション番号はDQ303125である。

### デヴォシア・インスラエ(Devosia insulae)
"insulae"は、ラテン語で「島」を意味する女性名詞である。この命名は、この細菌が竹島の土壌で発見されたことに由来する。
グラム陰性、好気性及び非胞子形成性であり、細胞は楕円形又は桿状でその大きさは0.3～0.5×0.5～2.0μmである。単一の鞭毛によって運動性を示す。25℃でTSA培地で7日間培養されたコロニーは直径0.3～0.5mmの円形、凸状、平滑、且つ光沢のある象牙色である。生育温度範囲は10～31℃であり、最適温度は25℃である。4℃以下又は32℃以上では生育しない。生育塩化ナトリウム濃度は0.5%(w/v)である。ヒポキサンチンやキサンチン、Tweens 20、40、60、80の加水分解能は持たない。硫化水素は生成しない。リジンデカルボキシラーゼ、オルニチンデカルボキシラーゼ、トリプトファンデアミナーゼ、バリンアリールアミダーゼ、及びトリプシンを持たない。主要なユビキノンはQ-11であり、主要な脂肪酸（全脂肪酸の10%未満）は11-methyl C18:1 ω7c、C18:1 ω7c、iso-C17:0、及びC16:0である。GC含量は66.2mol%である。
タイプ株はDS-56T(=KCTC 12821T、=DSM 17955T)である。この株の16S rRNA遺伝子配列のGenBank/EMBL/DDBJアクセッション番号はEF012357である。

### Devosia subaequoris
"subaequoris"は、ラテン語で「下の」を意味する前置詞"sub"と、「海」を意味する名詞"aequoris"を組み合わせた造語であり、この命名は、この細菌が発見されたのが海浜堆積物であることに由来する。
グラム陰性、非胞子形成性、オキシダーゼ陽性、カタラーゼ陽性、及び運動性の0.7μm×1.2μmの桿菌である。コロニーは非常に小さく (直径0.7～1.0 mm)、円形、平滑、凸状であり、色は薄黄色又は薄茶色である。生育温度範囲は20～42℃（10℃以下では生育しない）であり、生育pH範囲は5.1～12.1である。生育には海水または海塩が必要である。0～3%の塩化ナトリウム又は0～3%の海塩を添加したMA培地で培養できる。カゼイン、デンプン、Tween 80、セルロース、キチン、DNAを加水分解できない。dl-チロシンを分解できない。API 20NEでのエスクリン分解試験は陽性を示す。主要なユビキノンはQ-10であり、主要な脂肪酸は、C18:1(48.6%、1つ又は複数の異性体C18:1 ω9c、C18:1 ω12t及びC18:1 ω7cを含む)、C18:0(17.5%)及びC16:0(15.9 %)である。GC含量は59.1mol%である。
タイプ株はHST3-14T(=KCTC 12772T、=JCM 14206T)である。この株の16S rRNA遺伝子配列のGenBank/EMBL/DDBJアクセッション番号はAM293857である。

## 歴史
- 1996年に、Fosterによって1944年に発表されたシュードモナス・リボフラビナ(Pseudomonas riboflavina)は別の新属に分類されるべきであるとして、公益財団法人発酵研究所の中川恭好氏らによってアルファプロテオバクテリア綱(Alphaproteobacteria)の下位分類項目としてデヴォシア属とデヴォシア・リボフラビナが提案された[1]。
- 2003年に、インドで採取された水生マメ科植物Neptunia natansの根粒から共生根粒菌としてデヴォシア・ネプチュニアエ(Devosia neptuniae)が発見されたことが発表された[46]。根粒菌の属以外の細菌で、マメ科植物の根粒で共生する、窒素分子を固定する細菌としては4例目である。
- 2004年に、伊リグリア海で採取された海洋繊毛虫Euplotes magnicirratusの細胞質に生息する内部共生細菌として‘Candidatus Devosia euplotis'が発見されたことが報告された[62]。この細菌は現在まで培養に成功していないため、Candidatusとして扱われている。
- 2005年に、アルファプロテオバクテリア綱の小サブユニットrRNA遺伝子配列による系統解析が行われ、デヴォシア属はリゾビウム目(Rhizobiales)であることが裏付けられた[70]。
- 2005年に、ベルギーのヘントで販売されていた硝化細菌の接種剤からデヴォシア・リミ(Devosia limi)を発見されたことが報告された[39]。
- 2006年に、韓国大田市にあるレタス (Lactuca sativa L.) 栽培温室で採取された土壌サンプルからデヴォシア・ソリ(Devosia soli)が発見されたことが報告された[55]。これ以前の菌種はオキシダーゼ陽性であったが、この種は陰性であり、従って、デヴォシア属の説明が修正された。
- 2007年に、竹島で採取された土壌サンプルからデヴォシア・インスラエ(Devosia insulae)が発見されたことが報告された[37]。これ以前の菌種では主要な呼吸キノンはQ-10だったが、この種ではQ-11であり、このほか、脂肪酸プロファイルやGC含量も異なっていた。従って、デヴォシア属の説明が修正された。
- 2007年に、韓国済州島の海浜堆積物からDevosia subaequorisが発見されたことが報告された[69]。